# 象山镇 (南昌市)
象山镇，是中华人民共和国江西省南昌市新建区下辖的一个乡镇级行政单位。

## 行政区划
象山镇下辖以下地区：
象山街社区、象山村、长征村、曙光村、西湖村、井岗村、大桥村、槎溪村、大喜村、永丰村、隆庆村、河林村、头横村、小坊村、鸦州村、新增村、垾角村、立新村、郭家村、东湖村和北垱村。